# Верхнеподпольненское сельское поселение
Верхнеподпольненское сельское поселение — муниципальное образование в Аксайском районе Ростовской области.
Административный центр поселения — хутор Верхнеподпольный.

## География
Поселение расположено на левобережье Дона. На севере граничит со Старочеркасским сельским поселением, на востоке — с Багаевским районом, на юге — с Кагальницким районом, по западу — с Ольгинским и Истоминским сельскими поселениями.

## История
Администрация поселения (сельсовет?) была образована в 1968 году.

## Административное устройство
- хутор Верхнеподпольный
- хутор Алитуб
- хутор Слава Труда
- хутор Черюмкин

## Население
| 2010  | 2012  | 2013  | 2014  | 2015  | 2016  | 2017  |
| ----- | ----- | ----- | ----- | ----- | ----- | ----- |
| 3109  | ↗3114 | ↗3130 | ↗3131 | ↗3135 | ↘3114 | ↗3121 |
| 2018  | 2019  | 2020  | 2021  |       |       |       |
| ↘3105 | ↘3100 | ↘3073 | ↗3086 |       |       |       |